# Rambler (automobile)
 (avril 2024).
La mise en forme du texte ne suit pas les recommandations de Wikipédia : il faut le « wikifier ».
Les points d'amélioration suivants sont les cas les plus fréquents :
- Les titres sont pré-formatés par le logiciel. Ils ne sont ni en capitales, ni en gras.
- Le texte ne doit pas être écrit en capitales (les noms de famille non plus), ni en gras, ni en italique, ni en « petit »…
- Le gras n'est utilisé que pour surligner le titre de l'article dans l'introduction, une seule fois.
- L'italique est rarement utilisé : mots en langue étrangère, titres d'œuvres, noms de bateaux, etc.
- Les citations ne sont pas en italique mais en corps de texte normal. Elles sont entourées par des guillemets français : « et ».
- Les listes à puces sont à éviter, des paragraphes rédigés étant largement préférés. Les tableaux sont à réserver à la présentation de données structurées (résultats, etc.).
- Les appels de note de bas de page (petits chiffres en exposant, introduits par l'outil «  Source ») sont à placer entre la fin de phrase et le point final[comme ça].
- Les liens internes (vers d'autres articles de Wikipédia) sont à choisir avec parcimonie. Créez des liens vers des articles approfondissant le sujet. Les termes génériques sans rapport avec le sujet sont à éviter, ainsi que les répétitions de liens vers un même terme.
- Les liens externes sont à placer uniquement dans une section « Liens externes », à la fin de l'article. Ces liens sont à choisir avec parcimonie suivant les règles définies. Si un lien sert de source à l'article, son insertion dans le texte est à faire par les notes de bas de page.
- La présentation des références doit suivre les conventions bibliographiques. Il est recommandé d'utiliser les modèles {{Ouvrage}}, {{Chapitre}}, {{Article}}, {{Lien web}} et/ou {{Bibliographie}}. Le mode d'édition visuel peut mettre en forme automatiquement les références.
- Insérer une infobox (cadre d'informations à droite) n'est pas obligatoire pour parachever la mise en page.

Pour une aide détaillée, merci de consulter Aide:Wikification.
Si vous pensez que ces points ont été résolus, vous pouvez retirer ce bandeau et améliorer la mise en forme d'un autre article.
Rambler est un ancien constructeur automobile américain actif entre 1900 et 1914, puis relancé par American Motors Corporation à partir de 1958.
Les derniers modèles Rambler ont été fabriqués dans les usines d'AMC aux États-Unis mais aussi par ses filiales à l'étranger et par d'autres constructeurs automobiles, sous licence, ou assemblées en CKD, dont la Régie Nationale des Usines Renault (RNUR) dans l'usine Haren / Vilvorde, en Belgique, entre 1962 et 1967.

## Histoire

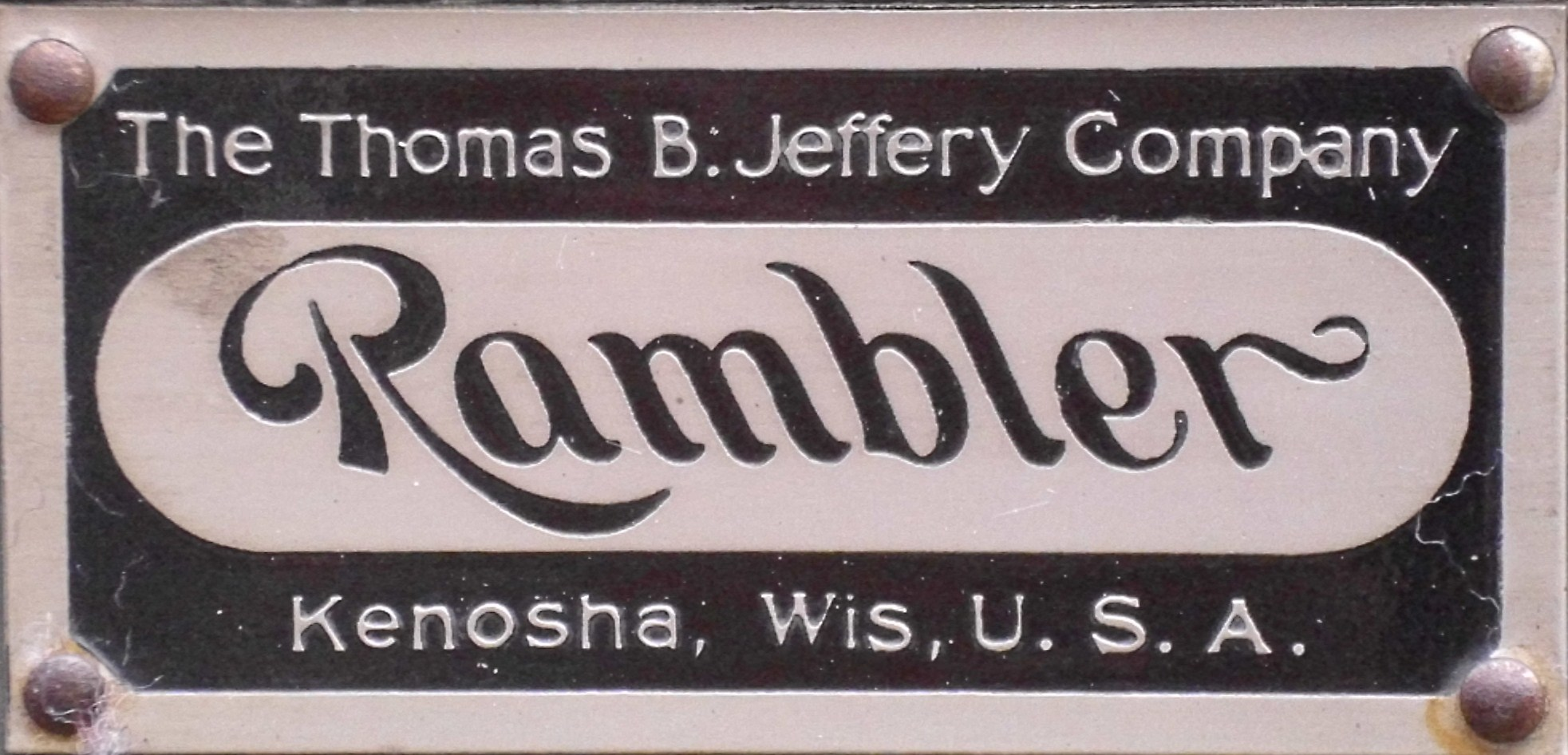
Emblème Rambler de Thomas B.Jeffery Company.

La première utilisation du nom Rambler, pour une automobile, remonte à 1897, lorsque Thomas B. Jeffery, constructeur depuis 1878 des vélos Rambler à Chicago dans l'Illinois, a réalisé son premier prototype d'automobile. Après avoir reçu des critiques positives en 1899 à l'Exposition internationale de Chicago et au premier Salon de l'automobile de New York, Jeffery se lance dans le secteur automobile et commence la production du modèle en 1902 et crée la société Thomas B. Jeffery Company (en). 1 500 exemplaires ont été fabriqués cette année là, vendus au prix de 750 US$ (l'équivalent de 26 412 US$ valeur 2023). La société était, à l'époque, le deuxième constructeur automobile derrière Oldsmobile. En 1904, 2 342 Ramblers avec moteurs bicylindres sont fabriquées, volume proche de la production fixée de 2 500 exemplaires par an. À partir de 1910, les Ramblers sont toutes équipées de moteurs à 4 cylindres.
En 1914, Charles T. Jeffery, le fils de Thomas B. Jeffery, remplace la marque Rambler par Jeffery en l'honneur de son père décédé.
La société est rachetée en 1916 par Charles W. Nash (en) qui crée Nash Motors et relance la marque Rambler en 1950. La marque est réenregistrée le 9 mars 1954. En 1954, Nash Motors et Hudson Motor Car Company fusionnent pour créer American Motors Corporation (AMC), le quatrième grand constructeur automobile américain. Le modèle Rambler fut leur meilleur vente et AMC a produit une version spécifique pour chaque marque. À partir du millésime 1958, les marques Nash et Hudson sont abandonnées au profit de Rambler. Les Nash Ambassador et Hudson Hornet, toutes deux construites sur la même plateforme allongée de la Rambler, sont renommées Rambler Ambassador.

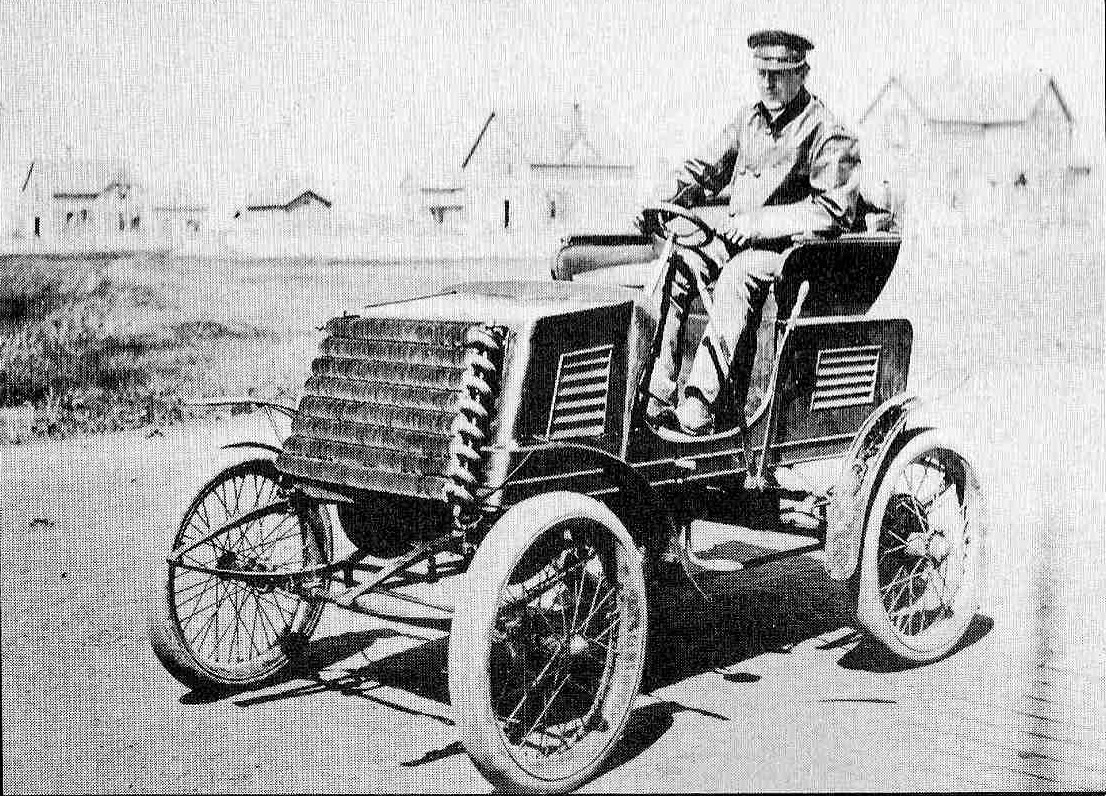
Prototype Rambler de Thomas Jeffery (1901)
Rambler 6 1/2HP Runabout (1903)
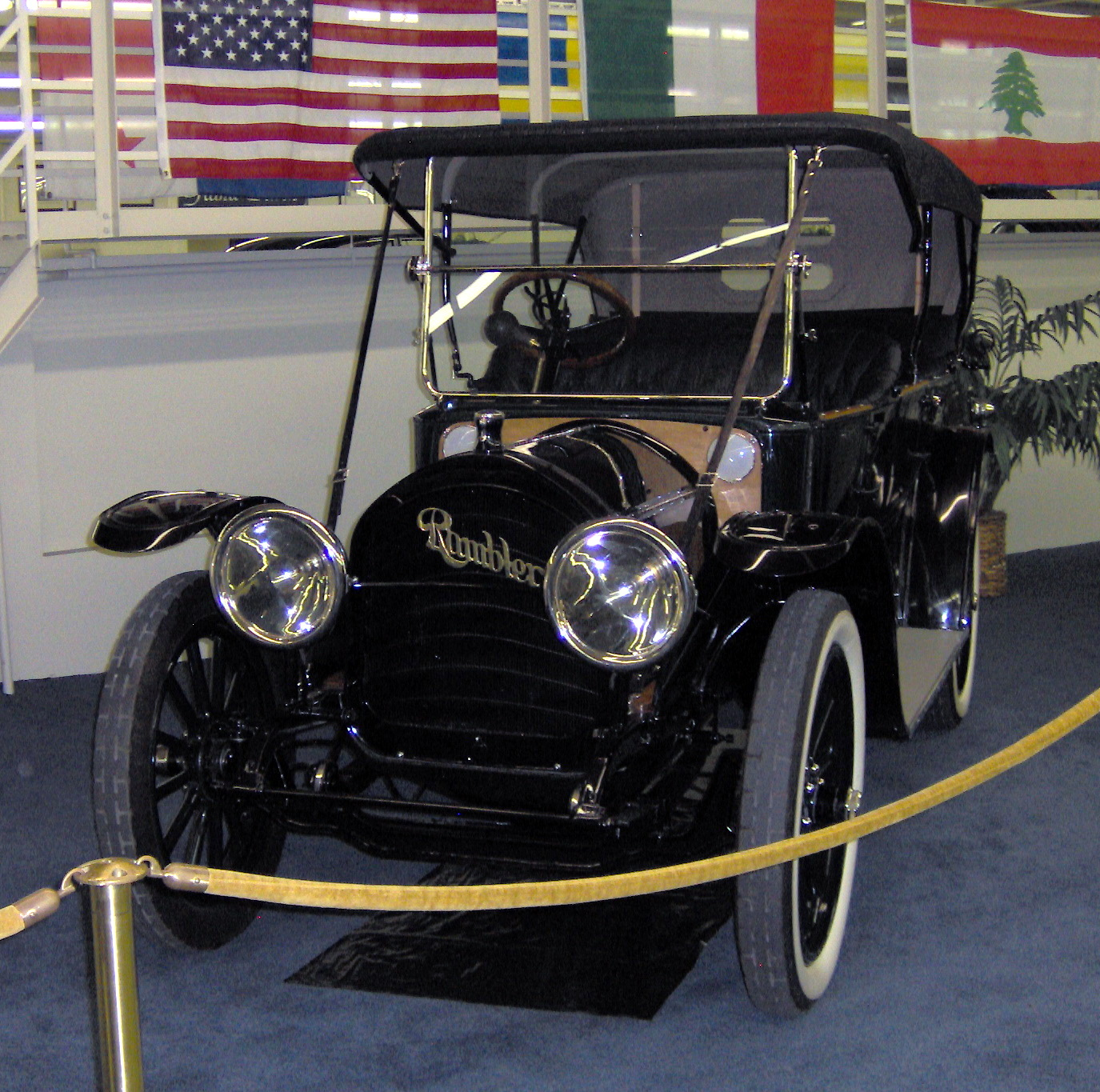
Rambler Touring 5 places (1913)

## Nash Rambler (1950–1956)
Sous la direction de George W. Mason (en), le constructeur américain Nash-Kelvinator Corporation (en) lance le développement d'une petite voiture qui pouvait être produite à moindre coût pour l'après Seconde Guerre mondiale. General Motors et Ford avaient aussi prévu de commercialiser des plus petites voitures après la guerre, mais ne les ont jamais réalisées. Les pénuries d'acier, après la guerre, ont limité la production et George W. Mason a ordonné le développement d'une « voiture compacte » qui aurait un plus grand attrait pour les consommateurs. La nouvelle compacte Nash présentait un design unique qui comprenait de nombreux équipements en série alors qu'ils étaient en option sur les autres voitures. Nash-Kelvinator Co. a déposé la marque Rambler en 1950, avec la même plaque signalétique que celle utilisée au début des années 1900.
Lors de son lancement, la Rambler a connu un succès immédiat. À mesure que les quotas d'acier liés à la guerre de Corée ont été assouplis, la gamme des modèles Rambler a été élargie, d'abord avec un break et une berline à deux portes sans montant central, nommée « Country Club ». La Rambler est devenue la plus réussie des voitures compactes américaines de l'après-guerre.
En 1954, la Rambler disposait, en option, de la première unité combinée chauffage et climatisation disponible sur une voiture américaine. Après la création d'American Motors Corporation (AMC), les Rambler de 1955 et 1956 sont restées badgées Nash et Hudson, sans aucune différence visible. Rambler n'est devenue une marque à part entière du groupe AMC qu'avec l'année modèle 1957.

### Nash & Hudson Rambler
La Nash Rambler a été lancée le 13 avril 1950 et n'était disponible qu'en version cabriolet haut de gamme à deux portes – baptisée « Landau ». La carrosserie, aux formes rondes qui se sont avérées assez aérodynamiques, était monocoque et, curieusement, conservait la structure complète du cadre des portières. Le moteur, 6 cylindres en ligne, offrait de bonnes performances avec une consommation de carburant raisonnable de 10,8 litres/100 km. La boîte de vitesses disposait de l'overdrive automatique en option. 11 428 exemplaires ont été fabriqués en 1950.
- 1951 -  une version break à 2 portes est proposée, avec un toit rigide sans montant central. 70 003 exemplaires fabriqués en 1951[5],
- 1952 - aucune évolution des modèles. 53 000 exemplaires fabriqués en 1952[5]
- 1953 - la Rambler bénéficie d'un premier restyling dû au maître designer italien Pininfarina équipée de nouveaux moteurs de 3,0 et 3,2 litres développant 86 et 91 ch SAE avec, en option, une boîte de vitesses automatique "Hydra-Matic" de General Motors. 31 788 exemplaires fabriqués en 1953[6],
- 1954 - après n'avoir proposé que des modèles à 2 portes, Nash lance une berline et un break à 4 portes
- 1955 - l'évolution esthétique la plus importante de la Nash Rambler est l'ouverture des passages de roue avant qui a entraîné une diminution de 2 mètres du diamètre de braquage. Les jupes d'ailes fermées « traditionnelles » de Nash allaient disparaître définitivement.
- 1956 - la nouvelle Rambler de 1956 a sans doute été « la voiture la plus importante jamais construite par American Motors ». Elle a créé et défini un nouveau segment de marché et souligné les vertus d'un design compact,
- 1957 - après avoir remplacé son ancien moteur par une version OHV de 3,2 litres en 1956, unique moteur disponible sur les Rambler 1956, Nash lance un nouveau moteur AMC V8 pour équiper les Rambler de l'année modèle 1957.

Les très bonnes relations qu'entretenait American Motors avec le maître du design italien Gian-Battista Pininfarina ont permis la création de la Nash Rambler Palm Beach de 1956. Tous les principaux composants mécaniques provenaient de la Nash Rambler avec empattement de 2 540 mm.
Alors que le bureau d'études d'AMC se concentrait sur les automobiles économiques, la direction a vu une opportunité dans la récession de 1938 pour relancer la petite Nash Rambler avec un empattement de 2 540 mm. AMC avait conservé l'outillage de l'ancien modèle qui se positionnait entre les Rambler familiales avec un empattement de 2 743 mm et la Nash Metropolitan 2 places avec un empattement de 2 159 mm. Il s'agissait d'une alternative aux voitures compactes commercialisées par les trois grands constructeurs américains de l'époque. Le design de l'ancienne Nash a été légèrement modifié et utilisé pour la « nouvelle » AMC Rambler American 1958.

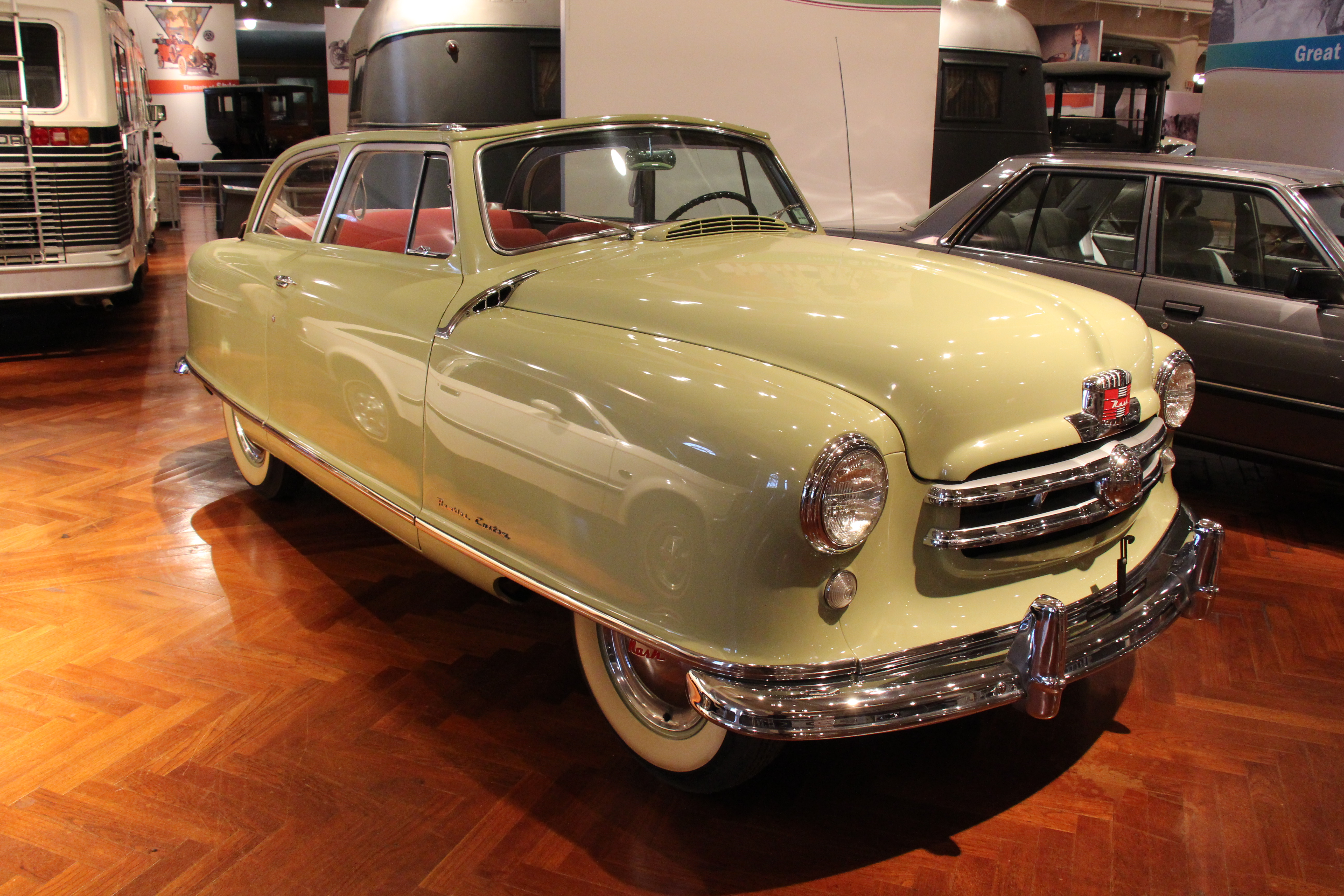
Nash Rambler Convertible (1950)
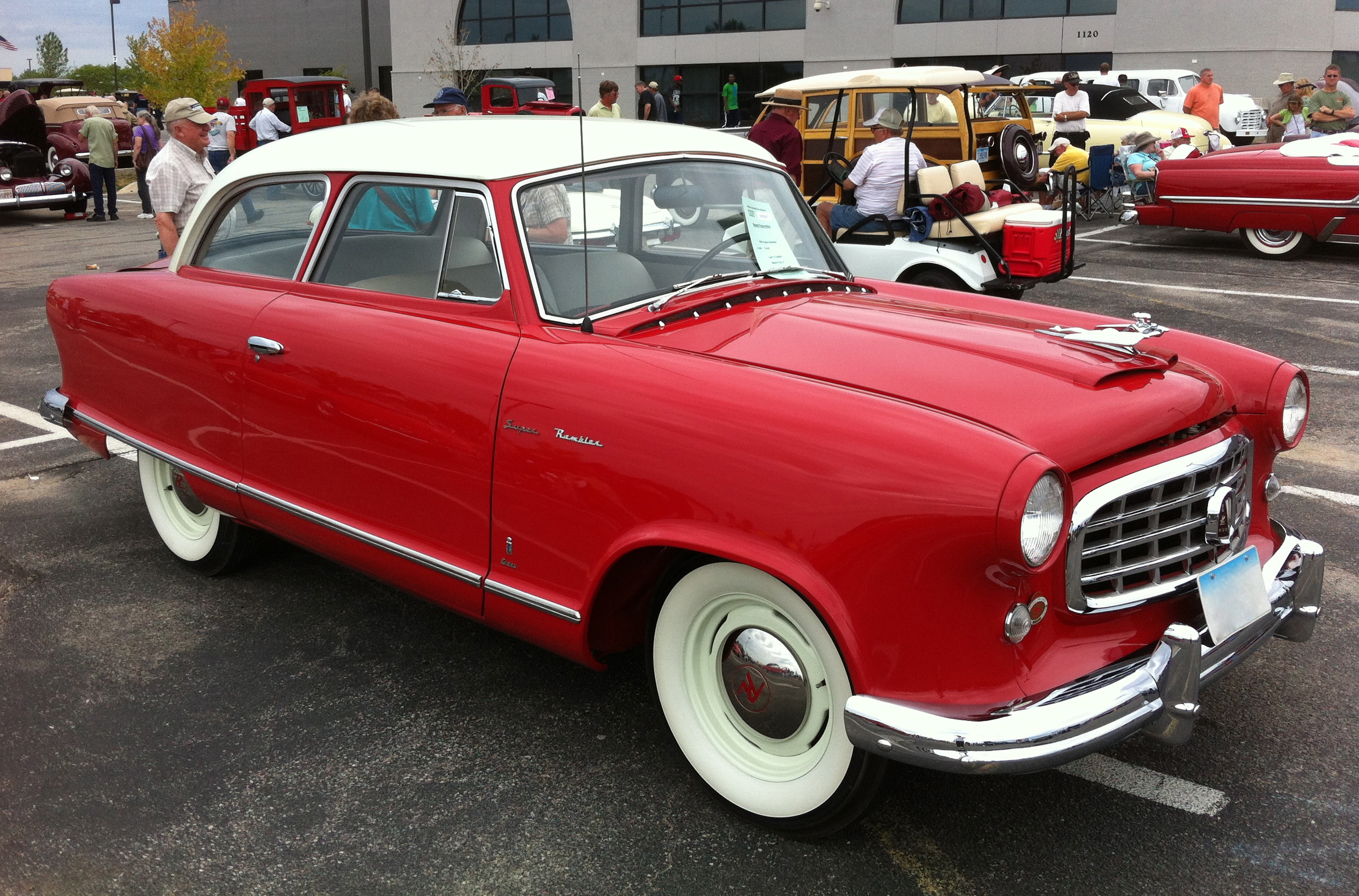
Hudson Rambler 2 portes (1955)
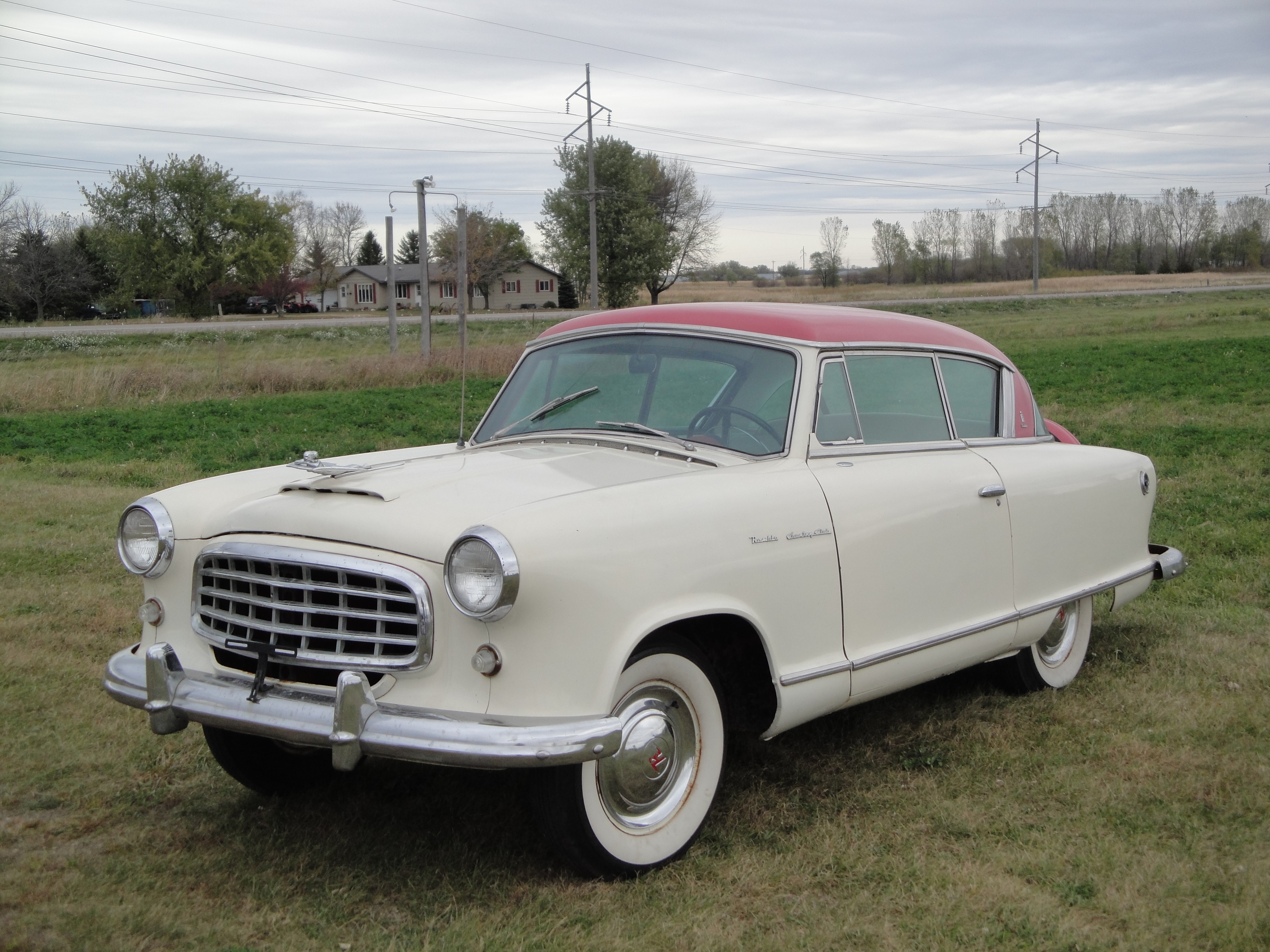
Rambler Country Club (1955)
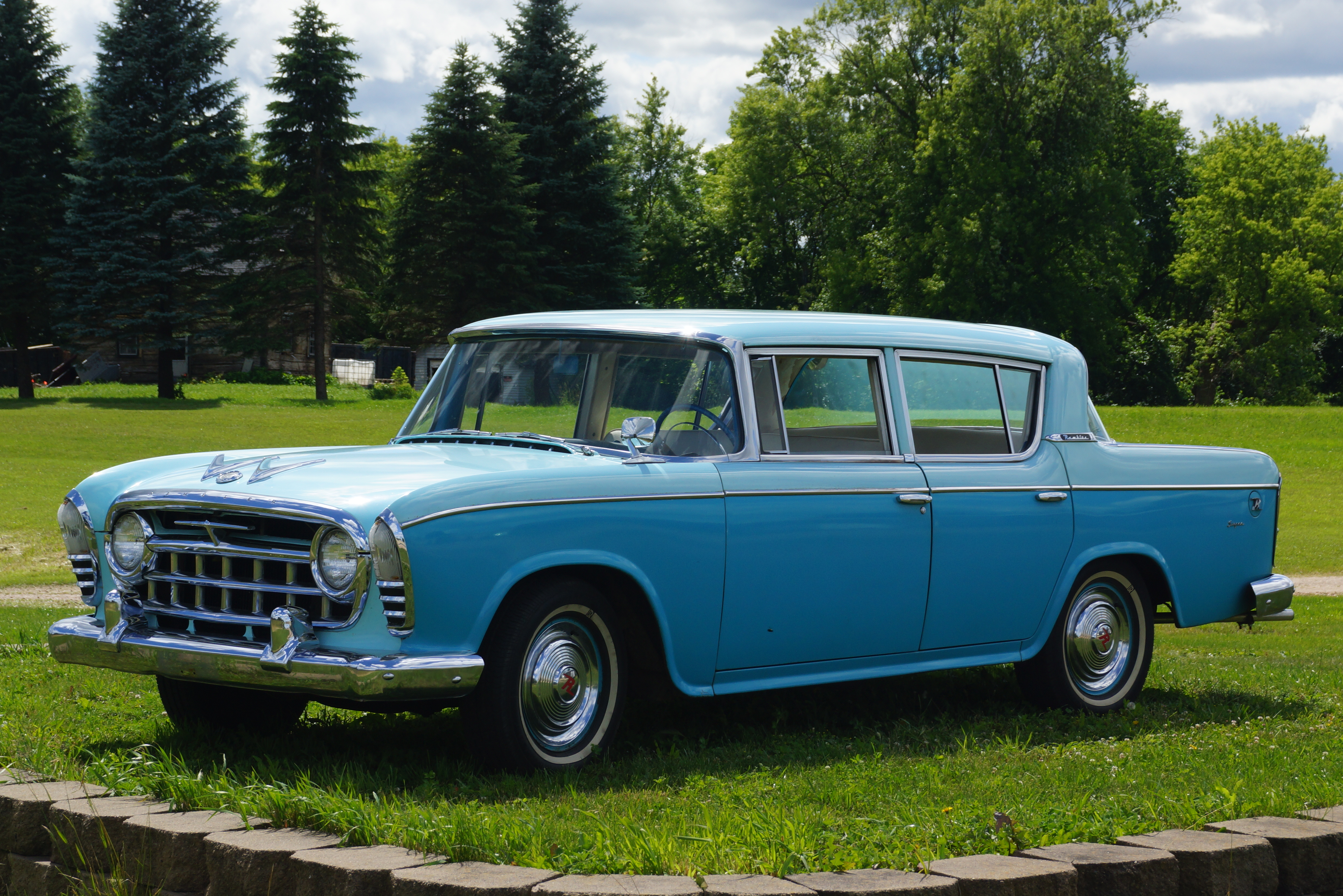
Nash Rambler Super (1957)

### Rambler Six & V8 (1956–1960)
Les Rambler Six et Rambler V8 sont des automobiles de taille intermédiaire construites et commercialisées par American Motors Corporation (AMC) pour les années modèles 1956 à 1960.
Lancée le 15 décembre 1955, la Rambler Six 1956 a marqué le début d'une « nouvelle ère dans l'automobile » selon George W. Romney, président d'AMC. En 1956, le véhicule a été commercialisé par les réseaux de concessionnaires Nash et Hudson à la suite de la fusion des deux sociétés pour former AMC en 1954.
La nouvelle gamme Rambler créée a défini un nouveau segment de marché, la « voiture compacte ». La Rambler V8, propulsée par un moteur V8, a été ajoutée pour l'année modèle 1957.
Les grandes voitures fabriquées par Nash et Hudson connaissant une forte baisse des ventes, la nouvelle organisation d'American Motors a concentré ses ressources sur une gamme de voitures plus petites par rapport à celles proposées par les "Big Three" General Motors, Ford et Chrysler.

### Les Rambler Six & V8 à l'étranger

#### Canada
L'usine Nash de Danforth Avenue à Toronto a fabriqué la Rambler Six entre 1955 et 1957. Les véhicules ont ensuite été importés des États-Unis.

#### Mexique
La Rambler Six a été assemblée en CKD au Mexique au cours de deux périodes différentes :
- 1956–1957 : par la société Armadora Mexicana de Mexico. En raison du faible volume des ventes, American Motors a mis fin au contrat avec cette société qui avait commencé à travailler en 1950 avec la société prédécesseur d'AMC. En 1957 et 1958, les modèles Rambler ont été importés des États-Unis et distribués par l'intermédiaire d'un réseau limité de concessionnaires, dont la plupart situés à Mexico.
- à partir de fin 1959 : par l'usine REO de Monterrey[14]. L'accord avec l'usine REO a été formalisé en 1959, devenant ainsi le deuxième partenaire d'AMC dans le pays et reprenant l'assemblage local.

Le faible volume des ventes a persisté sous l'usine REO et AMC a également annulé ce contrat. L'entreprise signa un accord avec Toyota, ce qui suscita des rumeurs selon lesquelles l'usine REO aurait laissé de côté la marque Rambler au profit de la marque japonaise, ce qui serait une cause importante ou principale du faible succès commercial d'AMC au Mexique.
Les importations de véhicules AMC au Mexique ont repris jusqu'à ce qu'un troisième partenaire local soit trouvé dans les années 1960 en la société Willys Mexicana, qui deviendra Vehiculos Automotores Mexicanos (VAM) en 1963. VAM n'assembla pas les modèles Rambler Six et V8, mais l'American Rambler. Willys Mexicana lancera l'assemblage d'une automobile AMC de taille moyenne en 1963, la Rambler Classic de deuxième génération.

#### Australie
La Rambler Six a été assemblée en CKD par Australian Motor Industries (AMI) à partir d'octobre 1960, version avec conduite à droite. Les kits étaient importés des usines américaines mais, pour se conformer au pourcentage minimum de composants locaux comme l'exige la loi australienne pour obtenir des exemptions douanières, de nombreux éléments étaient fabriqués localement.

#### Nouvelle-Zélande
Les modèles Rambler 1956-1960 ont été assemblés en CKD en Nouvelle-Zélande avec conduite à droite à partir de kits semi-démontés en provenance du Canada par VW Motors à Otahuhu, Auckland, à côté des modèles Volkswagen. L'assemblage de la Rambler s'est poursuivi jusqu'en 1962.

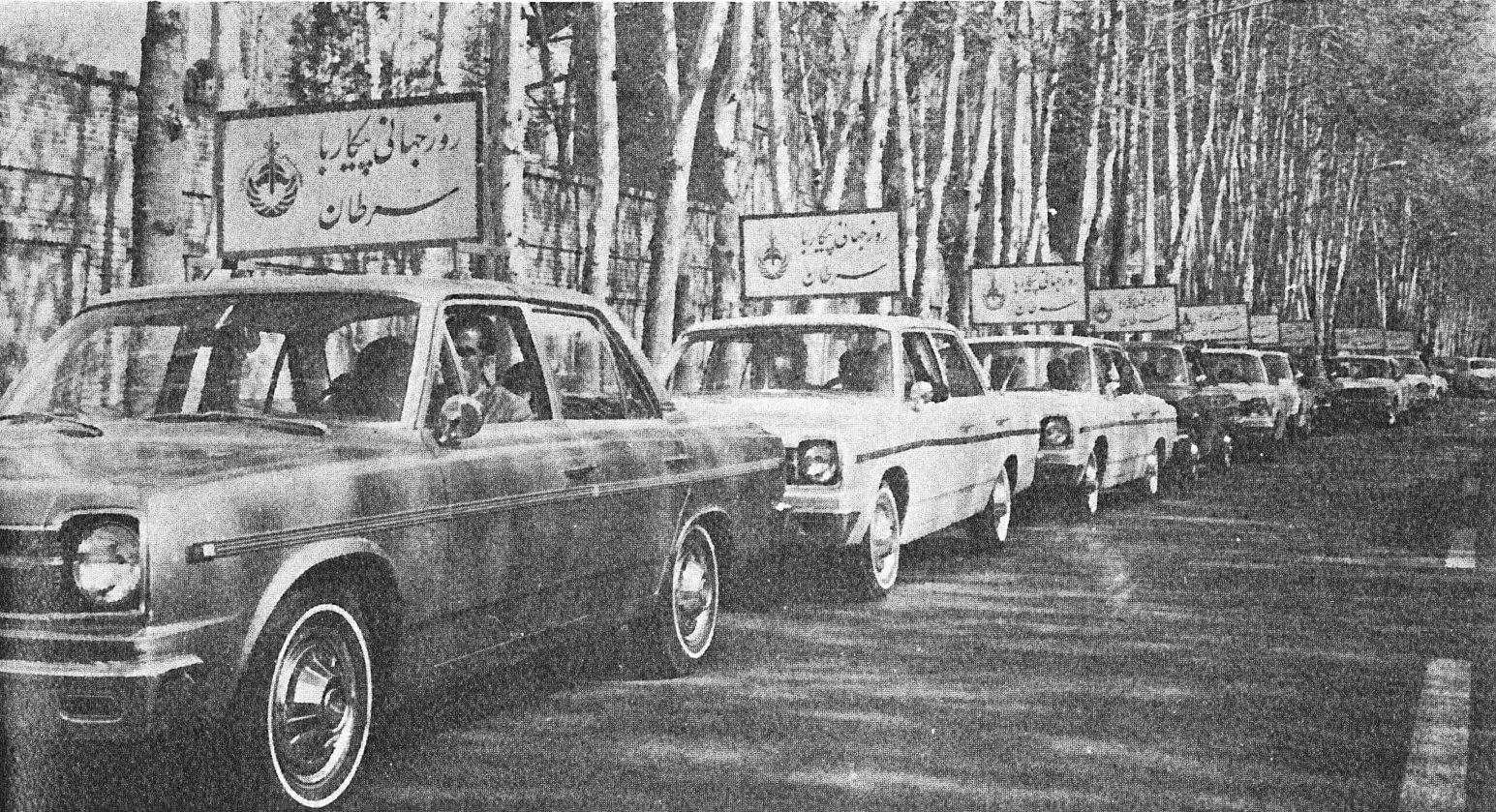
Rambler Aria et Shahin assemblées par Sherkate Sahami Jeep avec la carrosserie américaine à quatre portes de 1966 et les équipements des modèles 1968

## AMC Rambler (1958–1969)
Au début des années 1960, George Romney décide d'unifier davantage le nom des modèles Rambler sous la marque Rambler. En 1962, l'Ambassador, modèle haut de gamme, qui s'appelait auparavant "Ambassador by Rambler", est officiellement rebaptisée Rambler. Les Rambler Six et Rebel V8 sont renommées Rambler Classic.
En 1958, AMC réintroduit la première voiture compacte américaine à succès, la Rambler American, après une interruption de trois ans. Cette voiture était une Nash Rambler 1950 de base, légèrement restylée et modernisée avec une nouvelle calandre. La récession de 1958 a touché tous les constructeurs automobiles, à l'exception d'AMC, grâce aux Rambler axées sur l'économie, qui ont connu une forte demande. AMC a connu un succès inespéré jusqu'au moment où les « Big Three » (GM, Ford et Chrysler) ont lancé leurs propres voitures compactes dans les années 1960 (plateforme GM « X » (en), Ford Falcon et plateforme Chrysler A).
Afin de réduire les coûts de production, à partir de 1962, tous les modèles Rambler « seniors » ont partagé la même plateforme avec un empattement et des éléments de carrosserie identiques. La taille "compacte" de la Rambler (par rapport aux standards américains) en a fait un modèle international qui a permis à AMC, entre 1961 et 1965, de le faire fabriquer dans treize usines d'assemblage à l'étranger, du Costa Rica aux Philippines.
En 1965, la gamme Rambler a marqué une différence visuelle entre les Rambler Classic et Ambassador alors que les deux modèles partageaient toujours de nombreux éléments. L'Ambassador avait un empattement allongé. AMC a présenté la Rambler Marlin Fastback plus luxueuse, destinée à conquérir les jeunes, tout en la positionnant comme un véhicule « halo ».
Selon certaines études et rapports du marketing, le nom Rambler n'aurait plus une bonne image ce qui pouvait entraver les ventes, les consommateurs l'associant trop aux voitures compactes. Alors qu'AMC tentait de devenir un constructeur automobile multi-plateformes, la direction d'American Motors, convaincue par ces arguments, décida de remplacer progressivement la marque Rambler au profit d'AMC à partir de l'année modèle 1966. En 1968, le seul véhicule produit par AMC à porter la marque Rambler était la Rambler American Compact.
La dernière Rambler produite aux États-Unis, parmi plus de 4,2 millions de voitures portant le nom Rambler et sorties de la chaîne de montage de Kenosha, a été fabriquée le 30 juin 1969.

### Rambler American
La Rambler American est une voiture compacte conçue et fabriquée par le constructeur américain American Motors Corporation (AMC) entre 1958 et 1969. La Rambler American a été la deuxième voiture à être baptisée du nom Rambler après celle de Nash Motors, lancée en 1950 et commercialisée, après sa fusion avec Hudson Motors, sous les deux marques, au cours des années modèle 1954 et 1955.
La Rambler American a été déclinée en trois générations distinctes : 1958–1960, 1961–1963 et 1964-1969. La voiture a toujours été vendue sous la marque Rambler et, en 1969, elle fut la dernière Rambler commercialisée sur les marchés canadien et américain. La Rambler American compact était la voiture la moins chère fabriquée aux États-Unis. Elle était populaire pour son bas coût de fonctionnement.
- 1re génération (1958–1960)

Le bureau d'études d'AMC a utilisé la plate-forme de l'ancienne Nash Rambler et modifié la calandre et accentué la découpe des passages de roues sur les ailes arrière, donnant à la voiture une apparence plus légère. Elle n'était disponible qu'en version berline à deux portes équipée d'un seul moteur 6 cylindres à tête plate de 3,2 litres développant 90 ch SAE (67 kW). Elle a été mise en vente à partir de fin janvier 1958, avec un minimum de marketing et de promotion, disponible en deux versions, base Deluxe à 1 789 US$ (équivalent à 18 893 US$ 2023) et Super à 1 874 US$, plus « luxueuse ». La publicité soulignait qu'elle était la seule petite voiture dotée d'une transmission automatique. Un break deux portes a été ajouté à la gamme en 1959. Pour l'année modèle 1960, la gamme Rambler American a été complétée avec une berline à quatre portes et un troisième niveau de finition, Custom haut de gamme équipé du moteur 6 cylindres 3,2L, avec soupapes en tête, d'une puissance de 125 ch SAE (93 kW).
- 2e génération (1961–1963)

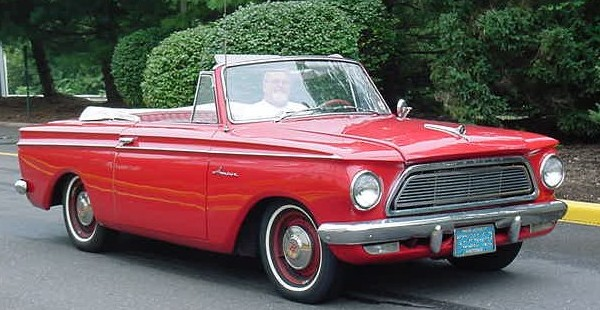
Rambler American Cabriolet 2ème génération

La Rambler American 2 a bénéficié d'un important restyling sous la direction du vice-président du design d'AMC, Edmund E. Anderson. Bien que mécaniquement identique au modèle de 1960, l'intervention d'Anderson a donné une voiture plus étroite et plus courte de 76 mm, d'une longueur totale de 4 397 mm, mais avec une capacité de chargement plus importante tout en conservant l'empattement de 2 540 mm. La carrosserie de l'American 2 était plus carrée et parfois décrite comme une « boîte à chaussures » au lieu de la forme ronde « roly-poly (baignoire) » du modèle Nash d'origine.
En 1961, un break à quatre portes et un cabriolet à deux portes ont complété la gamme. C'étai la première fois depuis 1954 qu'un cabriolet était proposé par AMC. American Motors a inauguré une nouvelle usine à Brampton, Ontario, au Canada, pour la production des Rambler American et Rambler Classic. En 1962, la gamme Rambler American était la même que celle de l'année modèle 1961, seules la désignation des modèles a changé, la version Custom est renommée 400. En 1963, les désignations des modèles ont à nouveau été modifiées. La 400 est renommée 440. Un nouveau coupé à toit rigide fait ses débuts ainsi qu'un modèle spécial haut de gamme appelé 440-H type sport, avec des sièges baquets inclinables à réglage individuel et une console centrale (à l'italienne) en lieu et place de la traditionnelle banquette.
- 3e génération (1964–1969)

Pour sa troisième génération, l’Américain apparaît avec nouveau design. Tous les modèles de la gamme ont été retouchés avec des lignes soignées, plus agréables et simples par rapport aux précédentes plus carrées, avec des phares tunnel avec une simple calandre horizontale. L'empattement de la Rambler American a augmenté de 152 mm (à 2 692 mm et l'intérieur est plus spacieux. Le break de 1964 restylé 4 portes gagne 17 % d'espace de chargement, une nouvelle lunette arrière escamotable. En fait, la nouvelle carrosserie était une version raccourcie et plus étroite de la Rambler Classic de l'année précédente. En plus des modèles 440 haut de gamme, les modèles 330 et 220 à finition inférieure ont fait leur apparition. Les ventes de la Rambler American ont grimpé jusqu'à un record de plus de 160 000 exemplaires.
Les Rambler American de 1965 n'ont guère changé, mais la publicité les a présentées avec des évolutions "Spectaculaires". Cela faisait partie de la stratégie de Roy Abernethy pour qu'AMC se débarrasse de sa réputation de « voiture économique » et affronte les trois grands constructeurs américains sur de nouveaux segments de marché. Peu de changements ont été apportés aux plus petits modèles d'AMC, car Abernethy avait placé tous ses espoirs de reprise non pas sur la Rambler American à bas prix mais sur les Rambler Classic et Ambassador à prix plus élevé.
En 1966, alors que le marché automobile américain boudait les véhicules économiques en privilégiant les véhicules performants et de luxe, American Motors a commencé à supprimer le nom historique Rambler de ses plus grands modèles. Les Rambler American et Classic ont conservé leur image marketing de voiture économique. Pour consolider cette image, une Rambler American a de nouveau remporté le Mobil Economy Run. La Rambler American 330 avec finition intermédiaire a été abandonnée, ne conservant que les 440 haut de gamme et 220 de base dans la gamme de 1966. Le modèle 440-H haut de gamme, disponible uniquement en 2 portes avec toit rigide, a été renommé "Rogue",. Toute la gamme a bénéficié de retouches de carrosserie avec les faces avant et arrière plus carrées.
Le nouveau moteur V8 « Typhoon » de 4,8 litres a équipé le Rambler Rogue à partir de l'été 1966. Disponible en version carburateur à deux corps de 200 ch SAE (149 kW) ou 225 ch SAE (168 kW) avec un carburateur à quatre corps et un taux de compression plus élevé, ce nouveau moteur utilisait la technologie « à paroi mince » et pesait seulement 245 kg. La Rambler Rogue était ditée d'une transmission automatique à trois vitesses ou d'une boîte manuelle à quatre vitesses au plancher.
En 1967, seules des modifications mineures ont été apportées à la gamme Rambler comprenant de nouveaux feux arrière et des moulures de carrosserie sur toute la longueur sur les modèles 440 et Rogue positionnées plus bas sur les côtés. Les modèles 1967 ont bénéficié des nouvelles normes de sécurité pour les voitures particulières imposées par la National Highway Traffic Safety Administration (NHTSA). La réglementation exigeait des ceintures de sécurité à deux points sur toutes les automobiles produites après le 1er mars 1967. Toutes les Rambler American de 1967 étaient équipées de ceintures abdominales à chaque place, d'une colonne de direction et d'un volant à absorption d'énergie et d'un rembourrage renforcé sur les surfaces intérieures, de feux de détresse et d'un système de blocage du dossier des sièges avant sur les modèles à deux portes. Le groupe d'instruments de bord rectangulaires ont été remplacés par des ronds : le compteur de vitesse avec compteur kilométrique au centre des jauges de carburant et de température moteur plus petites et des voyants lumineux situés des deux côtés du compteur de vitesse. Toutes les Rambler American de 1967 étaient couvertes par la garantie complète d'AMC de 2 ans ou 40 000 km sur l'ensemble de l'automobile et 5 ans ou 80 000 km sur le moteur.
American Motors a annoncé renoncer aux changements de style annuels coutumiers aux constructeurs automobiles américains, économisant ainsi les coûts de ré-outillage et répercuter les économies sur les consommateurs en maintenant le prix des voitures. Le constructeur automobile a promis dans une campagne publicitaire que les futurs changements apportés à la voiture consisteraient à améliorer la sécurité et la fiabilité. Les modèles Rambler American de 1966 ont été maintenus pratiquement inchangés tout au long de l'année modèle 1969.

### Production de la Rambler American par année aux États-Unis
| Année | Berline | Break  | Total   |
| ----- | ------- | ------ | ------- |
| 1958  | 30 640  | -      | 30 640  |
| 1959  | 58 852  | 32 639 | 91 491  |
| 1960  | 91 790  | 28 813 | 120 603 |
| 1961  | 102 161 | 33 842 | 136 003 |
| 1962  | 98 408  | 27 268 | 125 676 |
| 1963  | 76 050  | 12 826 | 88 876  |
| 1964  | 135 010 | 28 649 | 163 659 |
| 1965  | 95 346  | 17 537 | 112 883 |
| 1966  | 81 240  | 12 412 | 93 652  |
| 1967  | 56 056  | 6 624  | 62 680  |
| 1968  | 86 084  | 8 285  | 94 369  |
| 1969  | 97 541  | -      | 97 541  |

### La Rambler American à l'étranger
La Rambler American Compact a été exportée des États-Unis et du Canada mais aussi produite dans de nombreux autres pays étrangers par les filiales d'AMC ou assemblée sous licence. Il a été fabriqué en Australie , en Iran , au Mexique , en Argentine et en Afrique du Sud. Le Rambler American a également été expédié en CKD depuis les États-Unis et assemblé à l'usine de Haren en Belgique pour être vendu sous le nom de Renault Rambler en France, en Belgique, au Luxembourg, aux Pays-Bas et en Autriche à partir du modèle 1962.

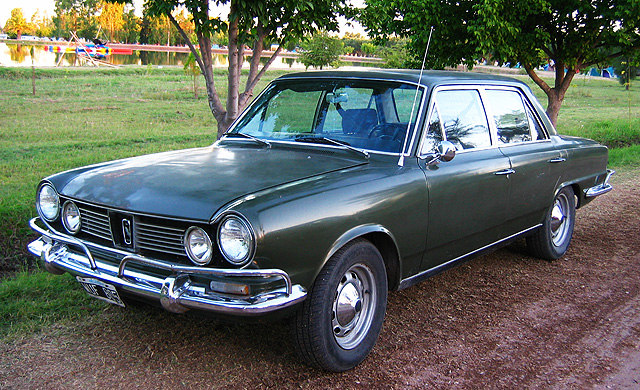
IKA Torino TS berline

#### Argentine
De 1966 à 1982, le constructeur argentin Industrias Kaiser Argentina (IKA) a produit un véhicule hybride sur une plateforme Rambler American et Classic de deuxième génération. La voiture s'appelait IKA Torino, retouchée par le maître italien Pininfarina avec des faces avant et arrière et un tableau de bord entièrement nouveaux. L'IFKA Torino a été très bien accueillie et vite considérée comme une voiture argentine. Elle était disponible en version berline à deux et quatre portes, dotées d'aménagements intérieurs luxueux.
Le moteur, la transmission et les aménagements intérieurs de la Torino étaient spécifiques à l'Argentine et n'ont été repris sur aucun des modèles Rambler américains. Le moteur était le Tornado Interceptor de 4,1 litres avec arbre à cames en tête (OHC), 6 cylindres, développé à l'origine pour les Jeep de 1963. La voiture utilisait la cellule habitacle de la Rambler Classic (1963-1964) avec des sections de carrosserie avant et arrière de la Rambler American (1964-1965). La suspension des Torino était beaucoup plus rigide que celle des modèles produits aux États-Unis. Son moteur était réputé pour sa robustesse et sa fiabilité. La voiture a connu un bon succès en Argentine où 99 792 exemplaires ont été fabriqués.

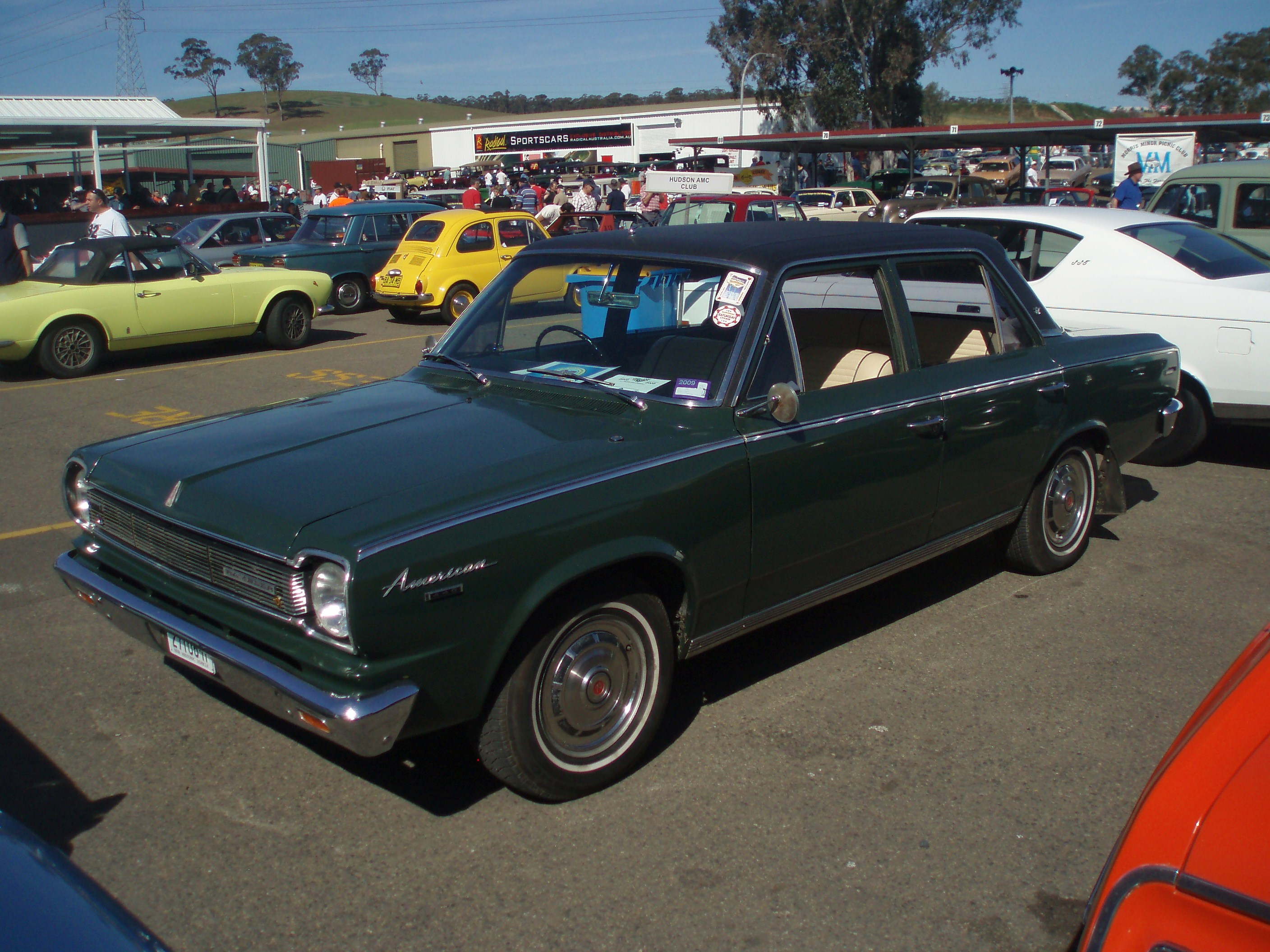
Rambler American 440 (Australie 1966)

#### Australie
La Rambler American est apparue sur le marché australien en 1964, assemblée en CKD par Australian Motor Industries (AMI) à Port Melbourne, importée des États-Unis. Les kits des véhicules étaient avec conduite à droite et assemblés avec un pourcentage de composants locaux comme l'exige la loi australienne pour obtenir des exemptions douanières. Des différences existaient dans l'équipement australien par rapport aux modèles américains. Les modèles Rambler de 1965 ont été produits jusqu'en 1966, principalement en version 440 équipées du petit moteur de 3,2 litres. Parce qu'AMI assemblait en même temps d'autres marques d'automobiles dans ses usines (Toyota et Triumph notamment), une certaine uniformité de couleurs, d'options et de garnitures intérieures s'est opérée. En 1967, la part des éléments locaux des Rambler American a été portée à 53 %. AMI a arrêté l'assemblage de la Rambler American en 1967.

#### Iran
De 1967 à 1974, l'AMC Rambler American 1966 a été assemblée par la société Sherkate Sahami Jeep. La voiture était proposée avec deux niveaux de finition : Aria (ou « Arya ») et Shahin. Aria signifie « Aryen » et Shahin « Faucon ». La Shahin était la version de base équipée d'une transmission manuelle tandis que l'Aria était la version luxueuse équipée d'une transmission automatique à trois vitesses ou manuelle. Le moteur était l'AMC six cylindres en ligne de 3,2 litres développant 128 ch SAE (95 kW). Les voitures étaient livrées avec la climatisation de série, une caractéristique unique sur le marché iranien de l'époque.
À partir de 1967, les modèles AMC Aria et Shahin ont été assemblés sous licence par Pars Khodro. Les projections sur cinq ans prévoyaient que l'usine de Pars Khodro construirait 75 000 Rambler American destinées aux [108] classes moyennes et supérieures devenues prospères sous le Shah. Les Rambler American Aria et Shahin ainsi que la Jeep Aho (Grand Wagoneer), étaient considérées comme « les meilleurs véhicules produits en Iran ».
Iran Jeep Company a continué la production dans une usine de Téhéran. Iran Jeep (Sherkate Sahami) a coopéré avec General Motors pendant plus de 15 ans et, en juin 1972, a racheté une participation importante qui lui a permis de changer le nom de la société en General Motors Iran. La production de l'American Rambler a pris fin au début de l'année 1974.

#### Mexique
La Rambler American a été importée et commercialisée au Mexique dès 1958. Cherchant à l'assembler localement, American Motors a signé un accord de coopération avec Planta REO, une usine d'assemblage située à Monterrey, Nuevo León, qui produisait sous licence des véhicules de différentes marques et disposait de son propre réseau de concessionnaires. L'ensemble de la gamme Rambler était disponible, mais les volumes de production et de vente étant très faibles, l'accord est résilié en fin d'année 1959. American Motors reprend l'importation de ses modèles jusqu'à ce qu'un nouveau partenaire soit trouvé au début des années 1960. AMC signe un nouvel accord avec Willys Mexicana SA. Le véhicule produit est la Rambler American, le premier modèle American Motors fabriqué et vendu par l'entreprise qui deviendra Vehículos Automotores Mexicanos - VAM en 1963.
La Rambler American 1960 produite par Willys Mexicana était disponible en version berline à deux portes, quatre portes et break à deux portes, équipées du moteur AMC 6 cylindres à tête en L de 3,2 litres développant 90 ch SAE (67 kW) avec un taux de compression de 8,0: 1, d'un carburateur simple corps et d'une transmission manuelle à trois vitesses, de 4 freins à tambour. Parmi les options on trouvait le moteur AMC OHV et la boîte de vitesses automatique.
En 1962, le gouvernement du président Adolfo López Mateos publie le décret d'intégration de l'industrie automobile mexicaine qui décrète l'interdiction des importations de véhicules finis et impose une réduction des types de carrosserie et des moteurs ainsi qu'un quota minimum de 60 % de composants et équipements  locaux. Les constructeurs automobiles ont réduit leurs gammes de voitures, les niveaux de finition, les options et les variantes. La Rambler American ne fut commercialisée qu'avec une boîte de vitesses manuelle à trois vitesses à partir de 1962.
En 1963, Willys Mexicana est transformée en une nouvelle société nommée Vehículos Automotores Mexicanos - VAM, avec des participations directes d'American Motors, de Kaiser Willys et du gouvernement mexicain. Une version à deux portes avec un toit rigide nommée Rambler American Hardtop a été lancée, l'équivalent mexicain de la Rambler American 440H. La voiture est devenue la première compacte sportive de VAM, le premier modèle de luxe haut de gamme. 90 exemplaires ont été fabriqués.

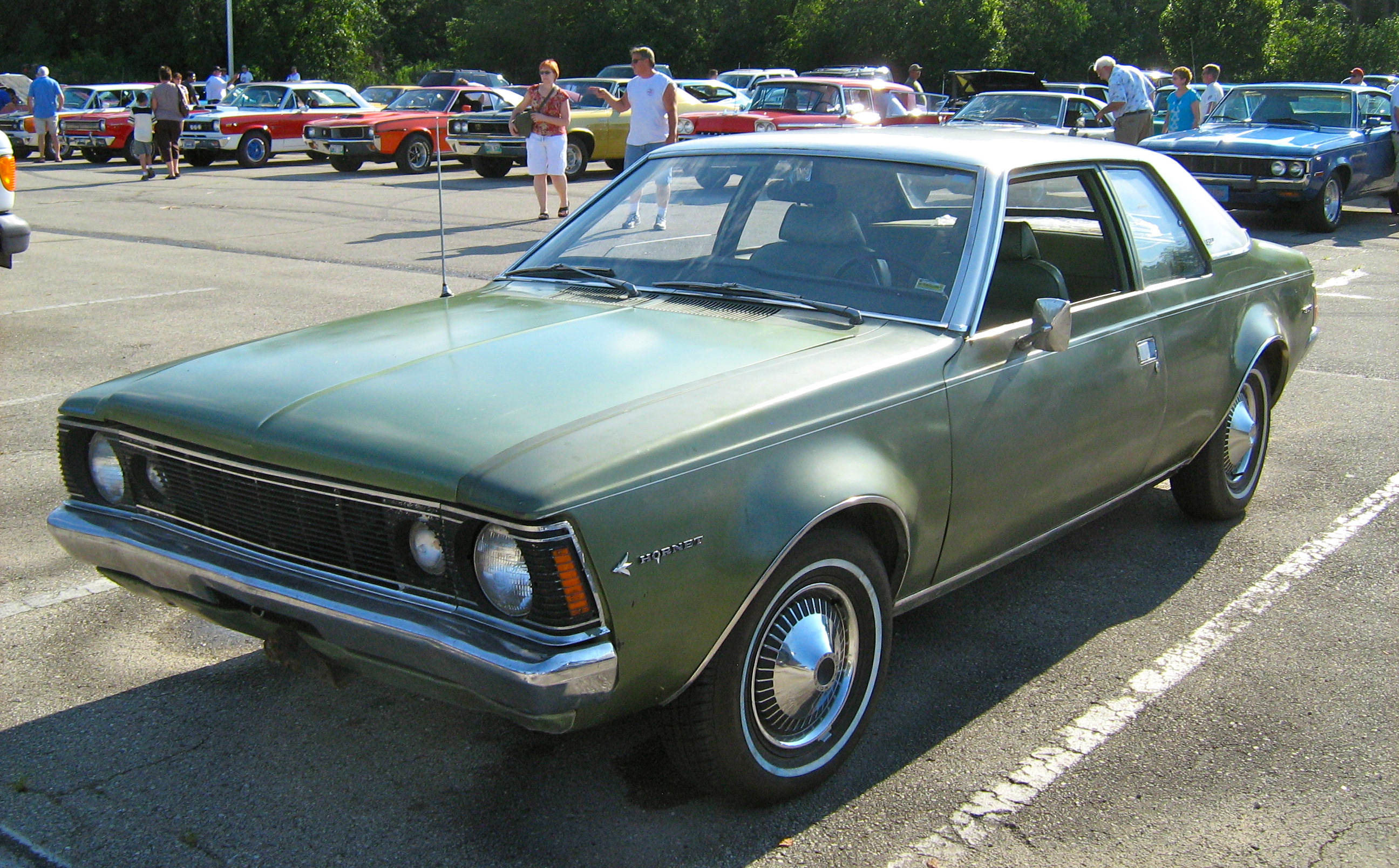
AMC American - Hornet (1970)

La Rambler American mexicaine de 1966 a bénéficié des mêmes modifications que ses homologues américaines, notamment des lignes extérieures plus carrées, enjoliveurs de phares carrés et feux arrière redessinés. La gamme a été limitée au moteur de 3,3 litres avec transmission manuelle à trois vitesses et levier de vitesses au volant.
La gamme Rambler American a été abandonnée en 1969, remplacée par l'AMC Hornet. Contrairement aux États-Unis, le nom « Rambler American » est conservé sur la nouvelle compacte fabriquée au Mexique, car le nom « Hornet » n'avait aucune connotation au Mexique. La VAM Camioneta Rambler American 1970 a été commercialisée avec une boîte de vitesses automatique à trois vitesses en option.
La Rambler American (Hornet) est restée en production jusqu'en 1975.

#### Pérou
Les Rambler ont été assemblées au Pérou par Rambler Del Peru et commercialisées par 13 revendeurs.

#### Philippines
Le marché automobile des Philippines était presque exclusivement composé de modèles américains jusqu'en 1941. Après la Seconde Guerre mondiale un afflux de voitures européennes a envahi le marché. Malgré une saturation de marques internationales, American Motors Corporation a réussi à trouver sa place avec les Rambler Classic et American assemblées localement par Luzon Machineries à Manille dans les années 1960. L'American Rambler est rapidement devenue le modèle favori de la police de Manille.

#### Afrique du Sud
La Rambler American a été assemblée en Afrique du Sud par National Motor Assemblers (NMA) à Natalspruit (Gauteng), à partir de 1961. En 1970, la Rambler American a été remplacée par l'AMC Hornet. La berline était commercialisée sous le nom de « Rambler Rogue » et le break « Rambler 440 Super Stationwagon »,.
National Motor Assemblers - NMA était une usine d'assemblage de moteurs créée dans les années 1920 et assemblait des automobiles de nombreuses marques, dont Hudson. La société a été rachetée par le Groupe Rootes en 1964. NMA a assemblé des modèles Hillman, Humber et Sunbeam, aux côtés des Peugeot et Rambler. L'assemblage des Rambler a cessé en 1967 après le rachat du Groupe Rootes par Chrysler. Entre janvier 1968 et janvier 1969, l'assemblage des Rambler a été assuré par l'usine Datsun, Rosslyn Motor Assemblers. En 1969, l'assemblage a été transféré dans l'ancienne usine GM, Motor Assemblies Limited à Durban, rachetée par Toyota South Africa en 1964.
Au total, 3 664 berlines, 736 familiales et 288 hardtop ont été assemblées.

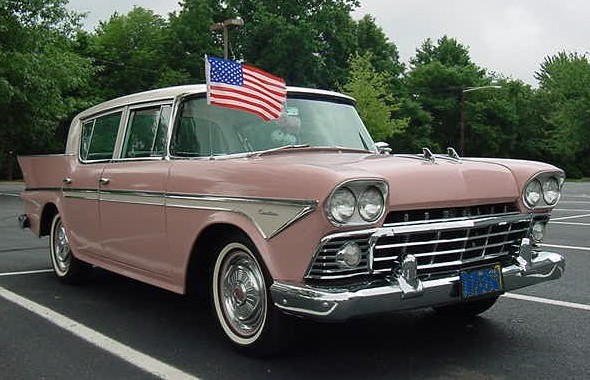
Rambler berline (1958)
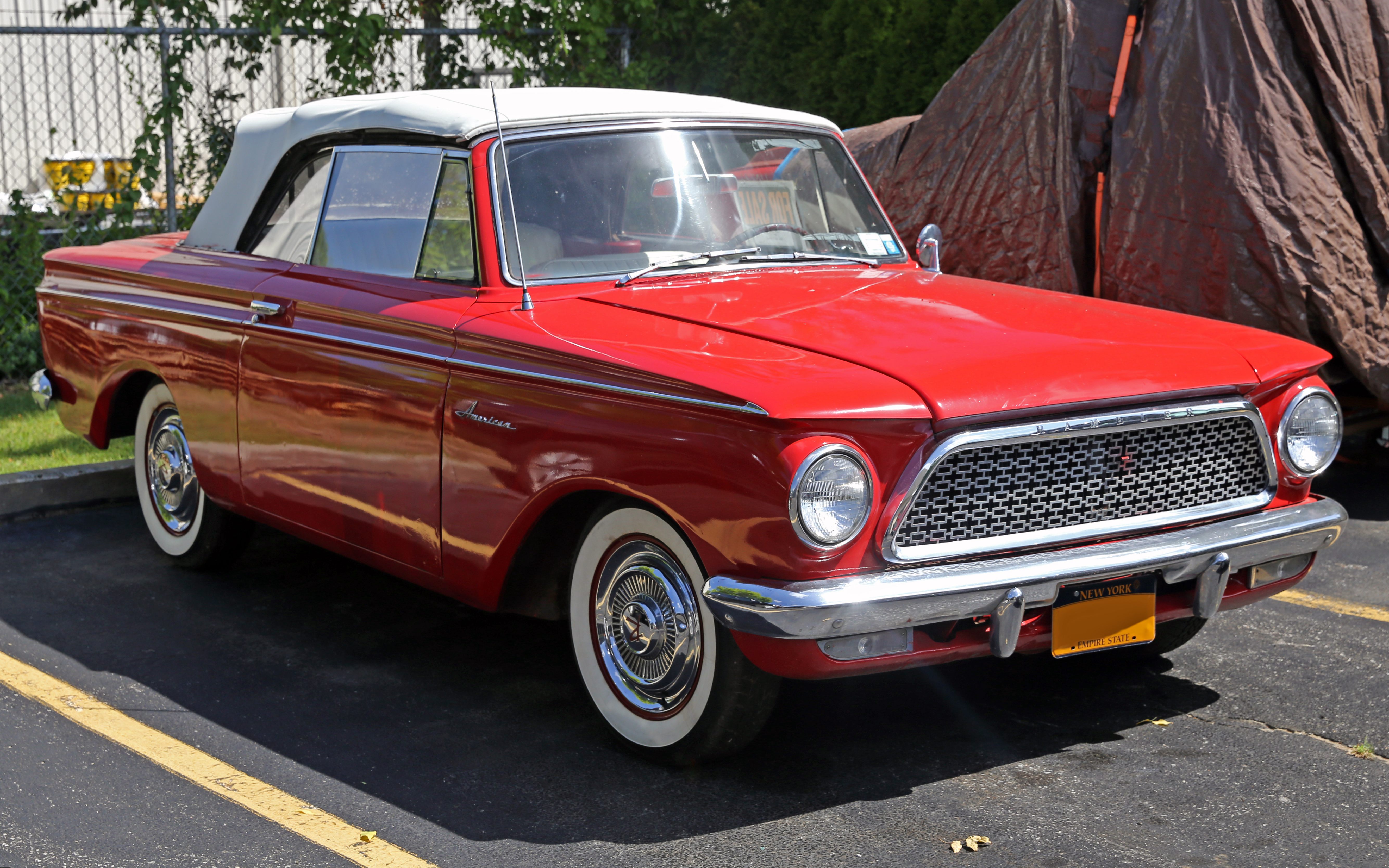
Rambler American 2e génération (1961)
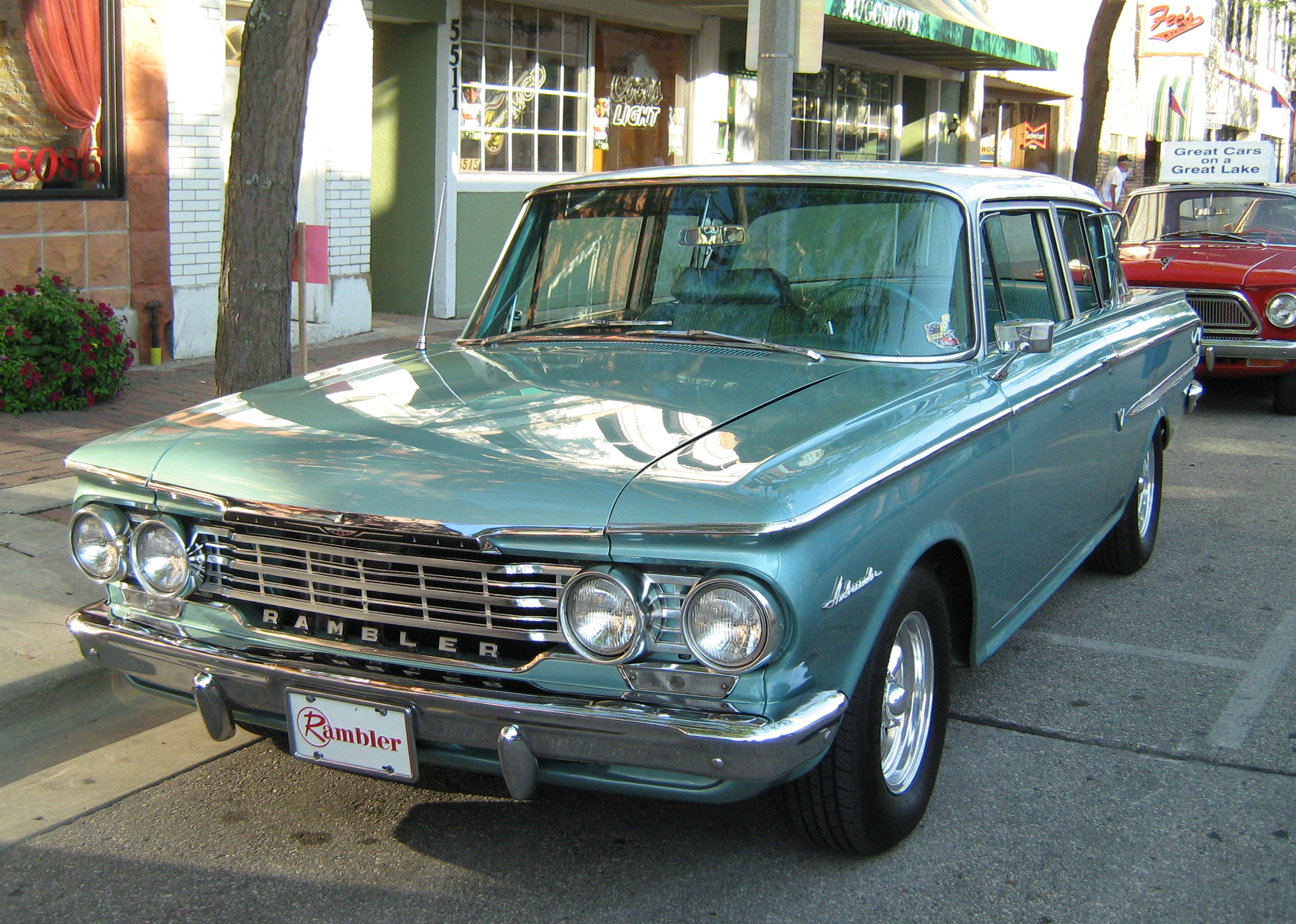
Rambler Ambassador (1962)
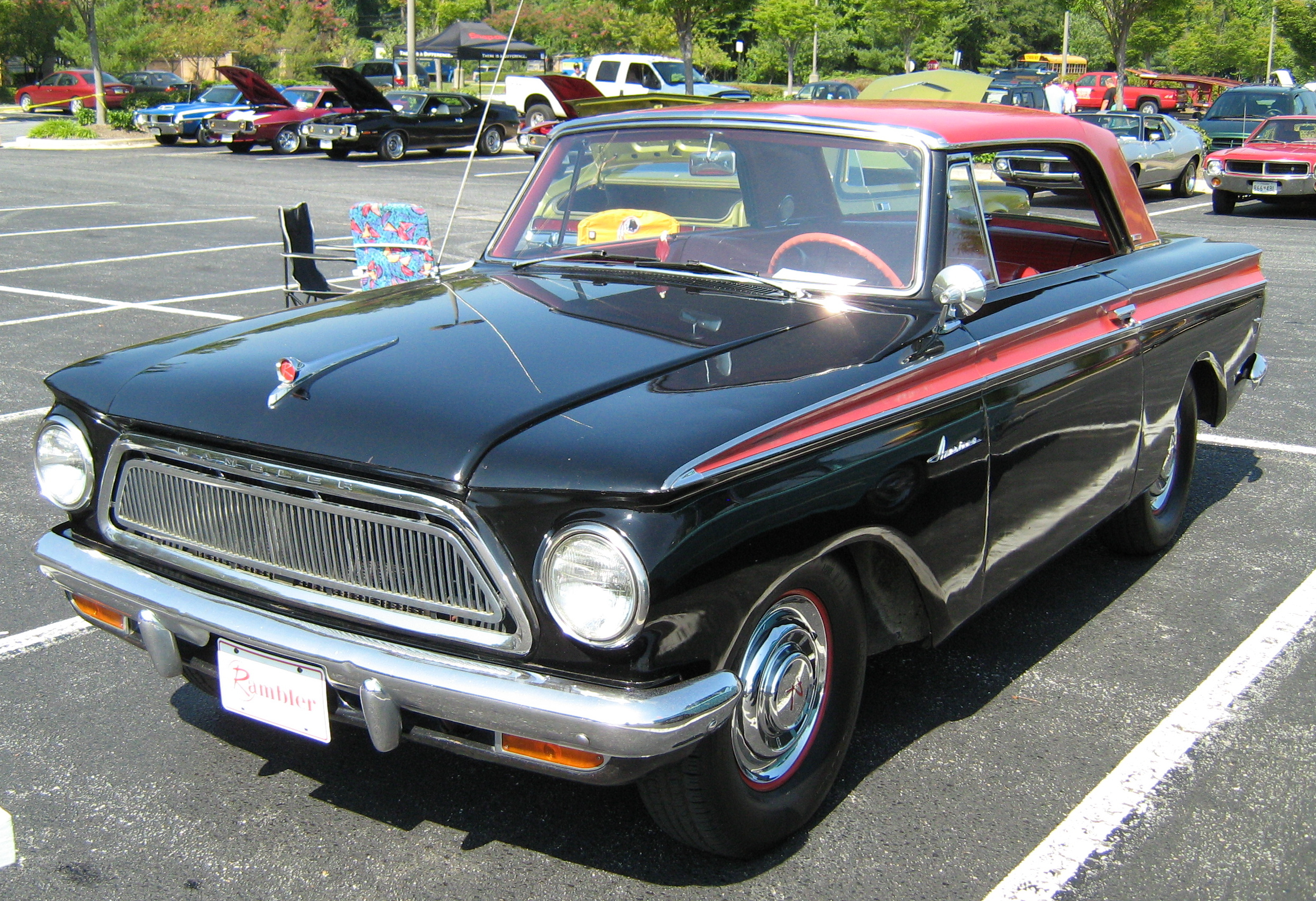
Rambler American 440 2 portes hardtop (1963)
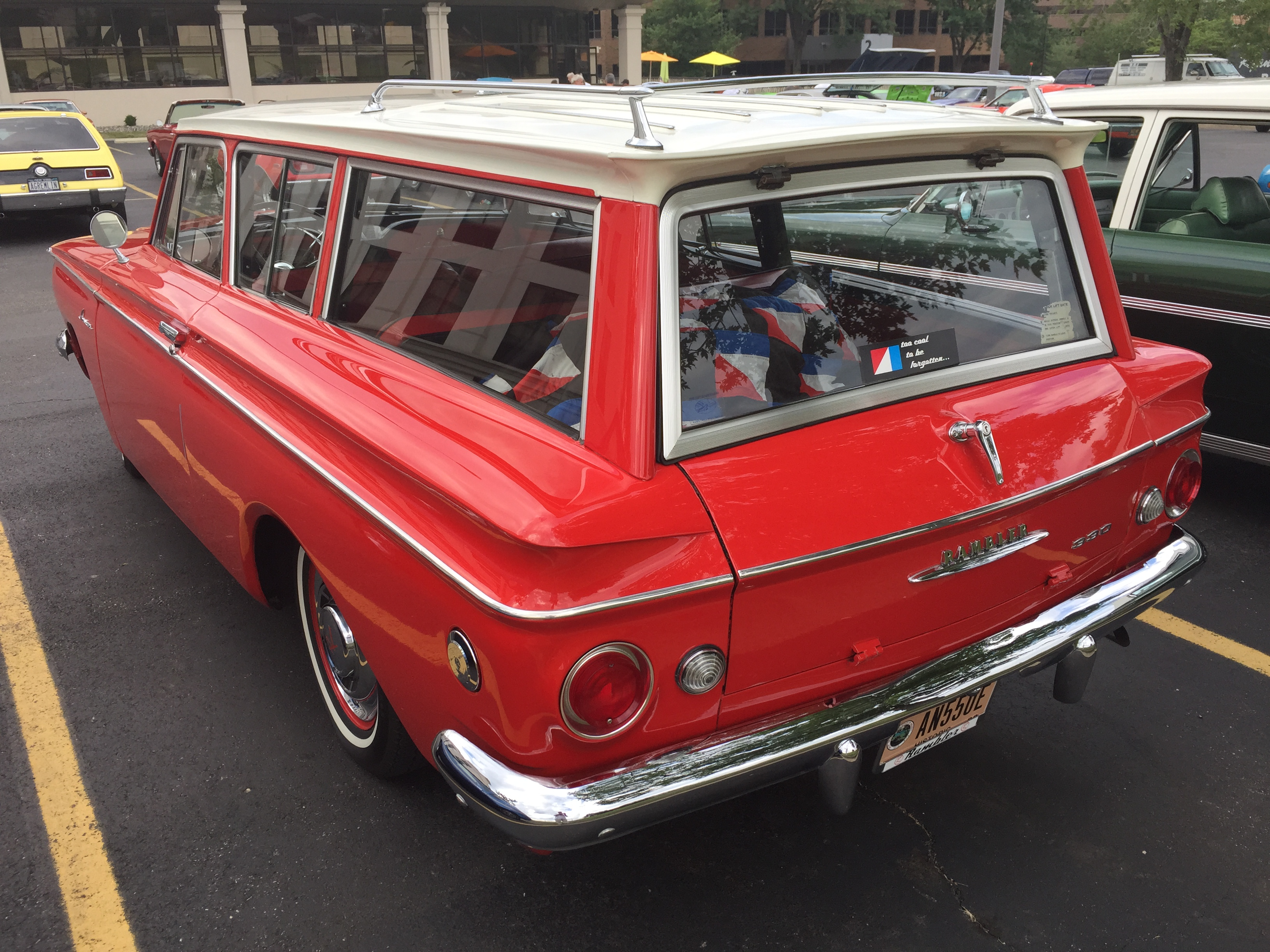
Rambler American 330 break 2 portes vue arrière (1963)
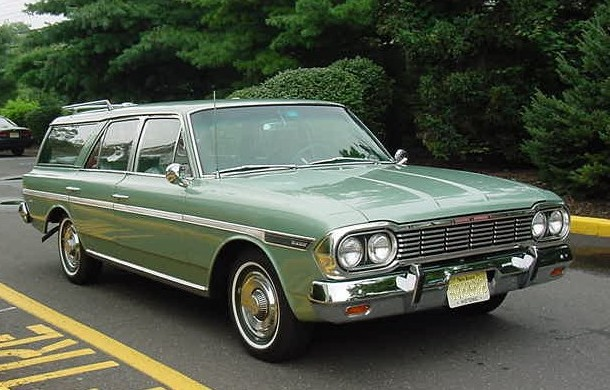
Rambler Classic 770 SW (1964)
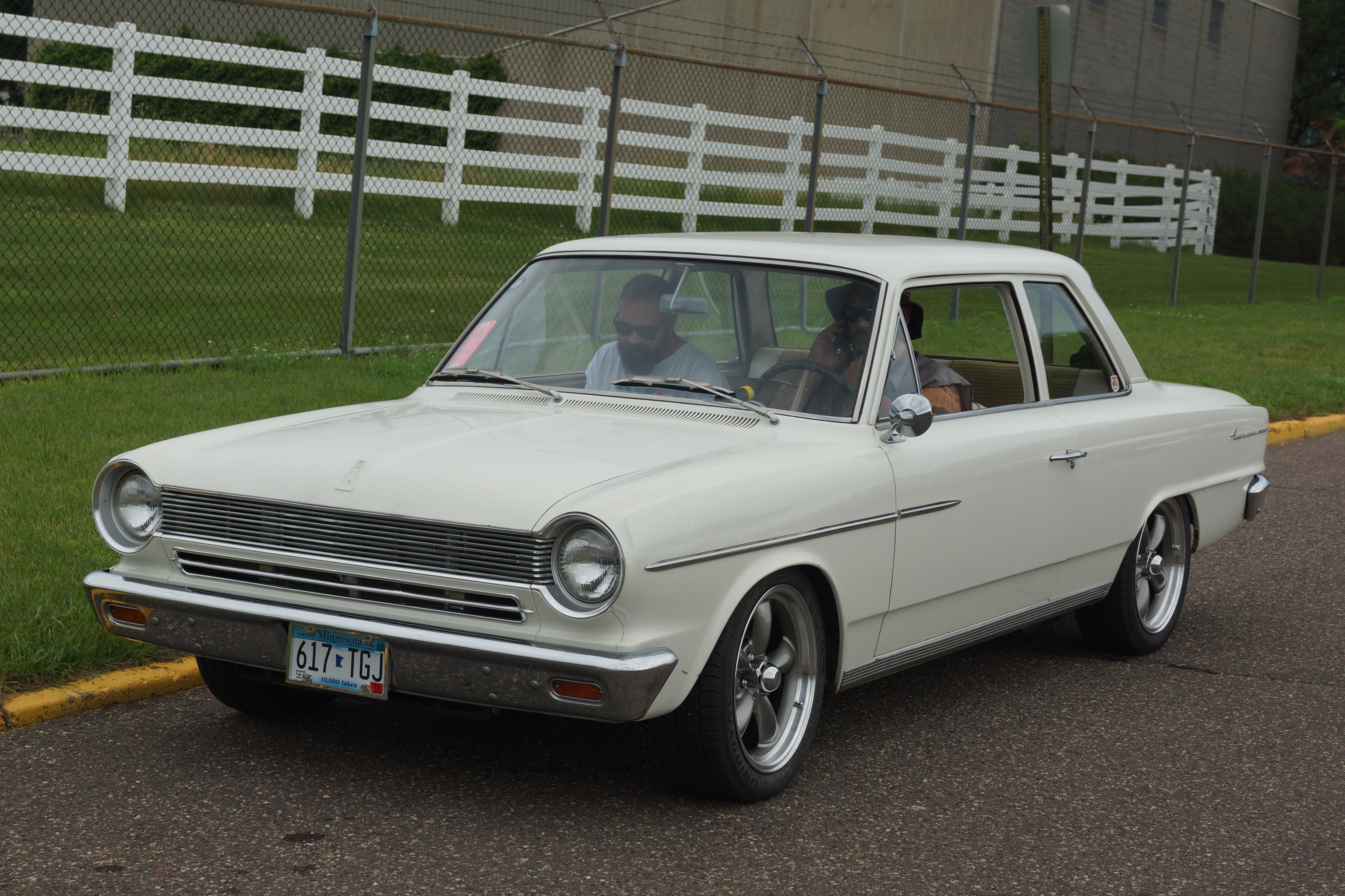
AMC Rambler American 330 (1964)
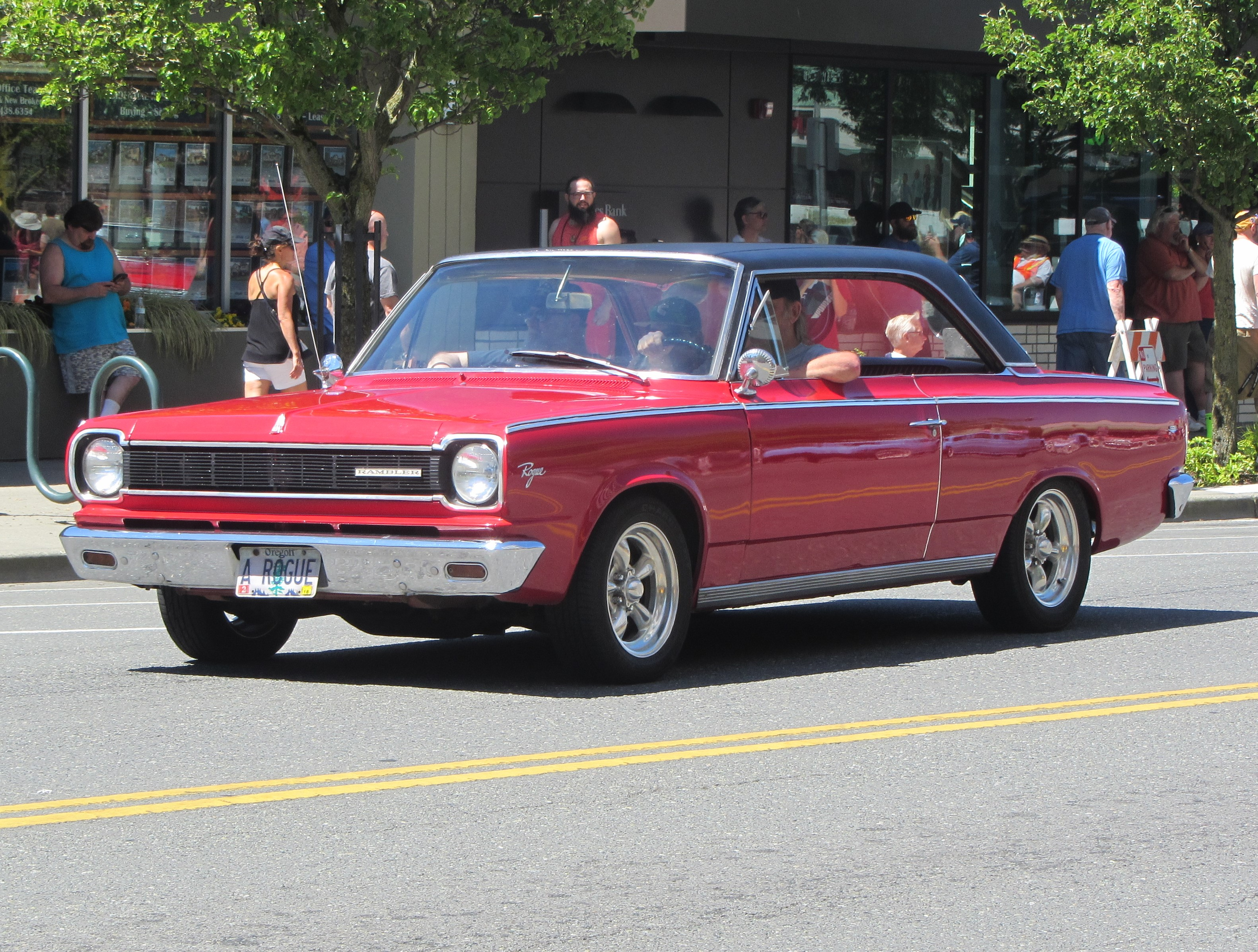
Rambler Rogue (1966)
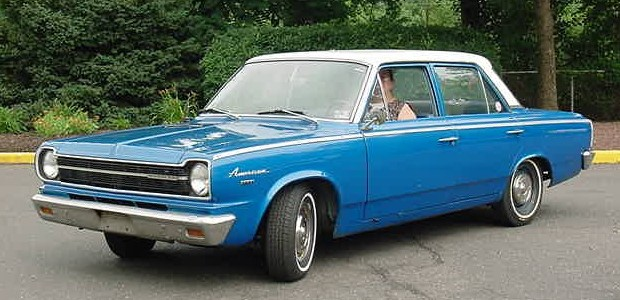
Rambler American berline 4 portes (1968)

### Rambler Classic
La Rambler Classic était une voiture de taille intermédiaire (classement américain) conçue et fabriquée par le constructeur American Motors Corporation (AMC) entre 1961 et 1966. La Rambler Classic a remplacé les modèles Rambler American et Rambler V8, lancées en 1956.
Lancée en version berline à quatre portes six places et break six ou huit places, au fil des années, AMC a ajouté d'autres types de carrosserie. La berline deux portes a été lancée en 1963 et, en 1964, sans montant central. Un cabriolet a été commercialisé pour les années modèle 1965 et 1966.
Le magazine Motor Trend a sélectionné la gamme Classic d'AMC pour le Trophée de la Voiture de l'Année Motor Trend 1963.

Tout au long de sa production, la Rambler Classic a été le modèle le plus vendu du constructeur américain. Construit dans les usines AMC aux États-Unis et au Canada, la Rambler Classic a été fabriqué ou assemblé sous licence et exporté dans plus de 100 pays.

### La Rambler American à l'étranger

#### Argentine
Industrias Kaiser Argentina (IKA) a produit des Rambler Classics à Córdoba, en Argentine, de 1962 à 1971.

#### Australie
La Rambler Classic a été assemblés par Australian Motor Industries (AMI) à partir de 1961, à partir de kits semi-démontés (SKD), Les véhicules étaient partiellement assemblés et peints dans l'usine AMC de Kenosha, Wisconsin.

#### Canada
American Motors disposait, en 1961, d'une usine d'assemblage de véhicules à Brampton, dans l'Ontario, pour assembler des modèles AMC pour le marché canadien. Le Canada étant un pays du Commonwealth, l'usine de Brampton a également exporté des véhicules complets vers les marchés avec conduite à droite : l'Australie, l'Inde, la Nouvelle-Zélande et le Royaume-Uni.

#### Chili
L'assemblage de la Rambler Classic a commencé au Chili en début d'année 1964 dans le cadre d'un partenariat entre AMC et Renault, à côté des modèles de la Régie Renault dans l'usine Indauto d'Arica. La production a été transférée chez Automotores Franco Chilena à Los Andes, Santiago après 1967.

#### Costa Rica
La société ECASA a assemblé la Rambler Classic 660 à partir de septembre 1965 jusqu'en 1969 puis d'autres modèles AMC jusqu'en 1974, ainsi que les Toyota Corona et Land Cruiser.

#### France
Les trois générations de la Rambler Classic ont été assemblées en CKD par la Régie Renault dans son usine de Vilvoorde à Haren, en Belgique, à partir de 1962 et commercialisées par le réseau Renault uniquement en Algérie, Autriche, Belgique, France, Pays-Bas et Luxembourg.
La Régie Renault ne disposait plus de grande voiture après l'arrêt de la Renault Frégate en 1960. La Rambler Classic a été choisie par Renault pour ses caractéristiques de « style européen » et badgés « Renault Rambler », à la suite d'un contrat de cession de licence conclu entre les deux constructeurs le 21 novembre 1961.
Le carrossier français Henri Chapron a créé un prototype de Renault Rambler 1962 modifié pour servir de limousine présidentielle pour le général de Gaulle. Les modifications comprenaient une calandre personnalisée et une seule bande chromée sur toute la longueur du côté de la carrosserie, un toit surélevé, ainsi que le remplacement de la lunette arrière panoramique d'origine par une vitre droite encadrée par de grands montants. L'un des objectifs de la Régie Renault, le constructeur automobile d'État, était de reconquérir le segment du marché français des limousines dominé par Citroën. Par pur chauvinisme, le général de Gaulle a choisi la Citroën DS, moins spacieuse.
Après la Rambler Classic, la Régie Renault a aussi assemblé la Rambler Rebel dans l'usine belge uniquement durant le premier semestre 1967. Ce modèle a été commercialisé sous le nom de « Renault Rambler ».

#### Mexique
Willys Mexicana SA avait des accords de licence avec AMC pour assembler la Rambler American et a commencé à préparer l'arrivée de la Rambler Classic en 1963. Entre-temps, le constructeur automobile est devenu Vehiculos Automotores Mexicanos (VAM).

## Rambler (1970–1983)
Après son abandon aux États-Unis, la marque Rambler est restée active dans tous les autres pays. Les véhicules AMC portaient la marque « Rambler » en Argentine, en Australie, au Chili, au Costa Rica, au Mexique, en Nouvelle-Zélande, au Pérou, aux Philippines, au Venezuela, en Afrique du Sud et au Royaume-Uni.
En Argentine, un modèle spécifique basé sur la Rambler de troisième génération, dessiné par le maître du design italien Pininfarina, l'IKA Torino, a été lancée en 1966. Elle a été renommée Renault Torino et a été produite à 99 792 exemplaires jusqu'en 1981. La marque Rambler a été utilisée pour la dernière fois en 1983 sur les automobiles fabriquées par Vehículos Automotores Mexicanos (VAM) au Mexique.